# ジャルート旗
ジャルート旗（ジャルートき、モンゴル語：ᠵᠠᠷᠤᠳ
ᠬᠣᠰᠢᠭᠤ　Jarud qosiɣu）は、中華人民共和国内モンゴル自治区通遼市に位置する旗。

## 行政区画
7バルガス（鎮）、8ソム（蘇木）を管轄：
- 鎮
  - 魯北鎮
  - 黄花山鎮
  - 香山鎮
  - ガハイト・バルガス（嘎亥図鎮）
  - ジュルフ・バルガス（巨日合鎮）
  - バヤルトホショー・バルガス（巴雅爾図胡碩鎮）
  - アル・フンドルン・バルガス（阿日昆都楞鎮）
- ソム
  - バヤンタラ・ソム（巴彦塔拉蘇木）
  - オルジームルン・ソム（烏力吉木仁蘇木）
  - ドルド・ソム（道老杜蘇木）
  - ゴルチロ・ソム（格日朝魯蘇木）
  - チャンダマン・ソム（前徳門蘇木）
  - オラーンハダ・ソム（烏蘭哈達蘇木）
  - チャバガト・ソム（査布嘎図蘇木）
  - ウネグチ・ソム（烏額格其蘇木）